# Persone di nome Natale
| Questa pagina contiene informazioni ricavate automaticamente dalle voci biografiche con l'ausilio del template Bio e di un bot. L'aggiornamento è periodico e automatico e ricostruisce completamente la pagina. Se manca una persona in questa lista, sei pregato di non aggiungerla, ma accertati piuttosto che la sua voce biografica contenga il template Bio e che i dati anagrafici siano correttamente compilati. Se il template Bio manca, inseriscilo tu stesso o, in alternativa, metti l'avviso {{tmp\|Bio}} che ne segnala la mancanza. Se i dati riportati sono sbagliati, correggi direttamente la voce biografica; le modifiche saranno visibili in questa lista entro pochi giorni. Per chiarimenti vedi il progetto antroponimi. La lista contiene solo le 93 persone che sono citate nell'enciclopedia e per le quali è stato implementato correttamente il template Bio. Pagina aggiornata al 23 feb 2025. |

Questa è una lista di persone presenti nell'enciclopedia che hanno il nome Natale, suddivise per attività principale.

## Allenatori di calcio(1)
- Natale Masera, allenatore di calcio e calciatore italiano (Busto Arsizio, n. 1910 - Busto Arsizio, † 1985)

## Arbitri di calcio(1)
- Natale Beretta, arbitro di calcio e calciatore italiano (Novi Ligure, n. 1894 - Alessandria, † 1990)

## Architetti(4)
- Nello Aprile, architetto e saggista italiano (Catania, n. 1914 - † 2012)
- Natale Masuccio, architetto e gesuita italiano (Messina - † 1619)
- Natale Sardelli, architetto italiano (Poggibonsi, n. 1890 - Poggibonsi, † 1961)
- Natale Tommasi, architetto italiano (Tavernaro, n. 1853 - Trento, † 1923)

## Arcivescovi(1)
- Natale di Milano, arcivescovo e santo italiano (Milano - Milano, † 741)

## Arcivescovi cattolici(3)
- Natale Bruni, arcivescovo cattolico italiano (Nociveglia, n. 1856 - Modena, † 1926)
- Natale Gabriele Moriondo, arcivescovo cattolico italiano (Torino, n. 1870 - Racconigi, † 1946)
- Natale Mosconi, arcivescovo cattolico italiano (Soresina, n. 1904 - Ferrara, † 1988)

## Attori(3)
- Natale Barbone, attore, produttore cinematografico e produttore teatrale italiano (Bari, n. 1947)
- Natale Cirino, attore italiano (Catania, n. 1894 - Palermo, † 1962)
- Natale Tulli, attore italiano (Roma, n. 1929 - Roma, † 2014)

## Baritoni(1)
- Natale De Carolis, baritono italiano (Anagni, n. 1957)

## Calciatori(17)
- Natale Balossino, calciatore italiano (Vercelli, n. 1904 - Vercelli, † 1974)
- Natale Biddau, calciatore italiano (Sestri Ponente, n. 1919)
- Natale Borsani, ex calciatore italiano (Busto Arsizio, n. 1935)
- Natale Colla, calciatore italiano (Pavia, n. 1931 - Belgioioso, † 2014)
- Natale Dalcerri, calciatore italiano (San Colombano al Lambro, n. 1923)
- Natale De Carli, calciatore italiano (Crema, n. 1918 - Crema, † 1969)
- Natale Dossena, calciatore italiano (Cremona, n. 1907 - Cremona, † 1967)
- Natale Erbinovi, calciatore italiano (Busto Arsizio, n. 1912)
- Natale Faccenda, calciatore italiano (Castiglioncello, n. 1914 - Pistoia, † 2003)
- Natale Froglia, calciatore italiano (Fiume, n. 1906 - † 1973)
- Natale Giacomin, calciatore italiano
- Natale Giannetti, calciatore italiano
- Natale Gonnella, ex calciatore italiano (Montelanico, n. 1976)
- Natale Gruppo, calciatore italiano (Biella, n. 1908)
- Natale Loiacono, calciatore italiano (Bari, n. 1895 - Milano, † 1962)
- Natale Muratori, calciatore italiano
- Natale Nobili, calciatore e allenatore di calcio italiano (Carate Brianza, n. 1935 - Alessandria, † 2021)

## Canottieri(1)
- Natale Spinello, ex canottiere italiano (Piove di Sacco, n. 1947)

## Cantanti(1)
- Natalino Otto, cantante, batterista e produttore discografico italiano (Cogoleto, n. 1912 - Milano, † 1969)

## Cantautori(1)
- Natale Galletta, cantautore italiano (Messina, n. 1967)

## Cavalieri(1)
- Natale Chiaudani, cavaliere italiano (Tortona, n. 1960)

## Ciclisti su strada(1)
- Natale Bosco, ciclista su strada italiano (Torino, n. 1891 - Torino, † 1961)

## Compositori(4)
- Natale Abbadia, compositore italiano (Genova, n. 1782 - Roma, † 1861)
- Natale Massara, compositore, direttore d'orchestra e arrangiatore italiano (Oleggio, n. 1942)
- Natale Monferrato, compositore e direttore di coro italiano (Venezia, n. 1610 - Venezia, † 1685)
- Natale Mussini, compositore italiano (Bergamo, n. 1765 - Firenze, † 1837)

## Dirigenti sportivi(1)
- Natale Picano, dirigente sportivo, allenatore di calcio e ex calciatore italiano (Palermo, n. 1952)

## Doppiatori(1)
- Natale Ciravolo, doppiatore italiano (Campobello di Mazara, n. 1950)

## Editori(1)
- Natale Battezzati, editore e imprenditore italiano (Milano, n. 1818 - Milano, † 1882)

## Giornalisti(1)
- Lello Gurrado, giornalista e scrittore italiano (Bari, n. 1943)

## Giuristi(1)
- Natale Cotta Morandini, giurista italiano

## Ingegneri(3)
- Natale Capellaro, ingegnere italiano (Ivrea, n. 1902 - Torino, † 1977)
- Natale Prampolini, ingegnere e politico italiano (Villa Ospizio, n. 1876 - Roma, † 1959)
- Natale Rauty, ingegnere e storico italiano (Pistoia, n. 1920 - Pistoia, † 2014)

## Intagliatori(1)
- Natale Bonifacio, intagliatore e incisore dalmata (Sebenico, n. 1538 - Sebenico, † 1592)

## Lottatori(1)
- Natale Vecchi, lottatore italiano (Novellara, n. 1917 - Cagliari, † 1988)

## Mafiosi(2)
- Natale Evola, mafioso statunitense (New York, n. 1907 - New York, † 1973)
- Natale Iamonte, mafioso italiano (Melito di Porto Salvo, n. 1927 - Melito di Porto Salvo, † 2015)

## Magistrati(1)
- Natale Palummo, magistrato e politico italiano (Molfetta, n. 1843 - Roma, † 1931)

## Medici(2)
- Natale Montesauro, medico italiano (Verona)
- Natale Saliceti, medico italiano (Oletta, n. 1714 - Roma, † 1789)

## Mercanti(1)
- Natale Del Grande, mercante e militare italiano (Roma, n. 1800 - Vicenza, † 1848)

## Militari(3)
- Fratelli Calvi, militare e alpinista italiano (Piazza Brembana, n. 1887 - Monte Adamello, † 1920)
- Natale De Grazia, militare italiano (Reggio Calabria, n. 1956 - Nocera Inferiore, † 1995)
- Natale Palli, militare e aviatore italiano (Casale Monferrato, n. 1895 - Mont Pourri, † 1919)

## Pallavolisti(1)
- Natale Monopoli, pallavolista italiano (Venezia, n. 1975)

## Parolieri(1)
- Alberto Simeoni, paroliere, attore e giornalista italiano (Roma, n. 1891 - Fiesole, † 1943)

## Partigiani(2)
- Natale Colarich, partigiano e politico italiano (Muggia, n. 1908 - Trieste, † 1944)
- Natale Menotti, partigiano e politico italiano (Intra, n. 1901 - Intra, † 1982)

## Patrioti(2)
- Natale Imperatori, patriota e militare svizzero (Lugano, n. 1830 - Lugano, † 1909)
- Natale Giulio Tambelli, patriota italiano (Revere, n. 1841)

## Pittori(5)
- Natale Attanasio, pittore, scenografo e illustratore italiano (Catania, n. 1845 - Roma, † 1923)
- Natale Betti, pittore italiano (Livorno, n. 1826 - Livorno, † 1888)
- Natale Guido Frabboni, pittore italiano (Parigi, n. 1926 - San Pietro in Casale, † 1994)
- Natale Morzenti, pittore italiano (Silvano d'Orba - Martinengo, † 1947)
- Natale Schiavoni, pittore e incisore italiano (Chioggia, n. 1777 - Venezia, † 1858)

## Poeti(2)
- Natale Dalle Laste, poeta e latinista italiano (Marostica, n. 1707 - Marsan, † 1792)
- Natale Polci, poeta italiano (Giuliano di Roma, n. 1897 - Roma, † 1988)

## Politici(12)
- Natale Amodeo, politico italiano (Pozzallo, n. 1933)
- Natale Carlotto, politico e sindacalista italiano (Ceva, n. 1931)
- Natale D'Amico, politico italiano (Vibo Valentia, n. 1955)
- Natale Di Piazza, politico italiano (Montelepre, n. 1920 - Palermo, † 1973)
- Natale Gorini, politico italiano (Ferrara, n. 1895 - † 1978)
- Natale Gottardo, politico italiano (Padova, n. 1928 - Padova, † 2011)
- Natale Vasco Jacoponi, politico, partigiano e sindacalista italiano (Livorno, n. 1901 - Livorno, † 1963)
- Natale Krekich, politico e patriota italiano (Scardona, n. 1857 - Zara, † 1938)
- Natale Pisicchio, politico italiano (Corato, n. 1921 - Corato, † 2005)
- Natale Riatti, politico italiano (n. 1922 - † 2014)
- Natale Ripamonti, politico italiano (Rivolta d'Adda, n. 1950)
- Natale Santero, politico e chirurgo italiano (Saliceto, n. 1893 - Roma, † 1971)

## Poliziotti(1)
- Natale Mondo, poliziotto italiano (Palermo, n. 1952 - Palermo, † 1988)

## Presbiteri(1)
- Natale Talamini, presbitero, letterato e patriota italiano (Pescul, n. 1808 - Pescul, † 1876)

## Pugili(2)
- Natale Rea, pugile e allenatore di pugilato italiano (Roma, n. 1917 - Frascati, † 2007)
- Natale Vezzoli, ex pugile italiano (Gussago, n. 1950)

## Registi(1)
- Natale Montillo, regista, sceneggiatore e attore italiano (Castellammare di Stabia, n. 1898 - Castellammare di Stabia, † 1965)

## Scrittori(2)
- Natale Conti, scrittore, mitografo e storico italiano (probabilmente a Milano, n. 1520 - probabilmente a Venezia, † 1582)
- Oscar Farinetti, scrittore, dirigente d'azienda e imprenditore italiano (Alba, n. 1954)

## Scultori(1)
- Natale Sanavio, scultore italiano (Padova, n. 1827 - † 1905)

## Violinisti(1)
- Rosario Scalero, violinista e compositore italiano (Moncalieri, n. 1870 - Montestrutto, † 1954)